# Andrés Túñez
Andrés José Túñez Arceo (ur. 15 marca 1987 w Caracas) – piłkarz wenezuelski grający na pozycji środkowego obrońcy. Od 2014 roku jest zawodnikiem klubu Buriram United.

## Kariera piłkarska
Túñez urodził się w Caracas w rodzinie hiszpańskich emigrantów, jednak w wieku 7 lat wyemigrował z rodzicami do Hiszpanii. Swoją karierę piłkarską rozpoczynał w klubach Rosalia de Castro i SD Compostela. Następnie w 2004 roku podjął treningi w Celcie Vigo. W 2006 roku zaczął grać w rezerwach tego klubu w rozgrywkach Segunda División B. W lutym 2010 awansował do kadry pierwszego zespołu Celty. 7 lutego 2010 zadebiutował w nim w rozgrywkach Segunda División w zremisowanym 0:0 domowym meczu z UD Salamanca. W sezonie 2011/2012, w którym Celta wywalczyła awans do Primera División, stał się podstawowym zawodnikiem klubu. W sezonie 2013/2014 był wypożyczony do Beitaru Jerozolima. Latem 2014 przeszedł do tajskiego Buriram United. W 2017 przebywał na wypożyczeniu w Elche CF.
| Sezon   | Klub              | Kraj      | Rozgrywki           | Mecze | Bramki |
| ------- | ----------------- | --------- | ------------------- | ----- | ------ |
| 2006/07 | Celta Vigo B      | Hiszpania | Segunda División B  | 9     | 0      |
| 2007/08 | Celta Vigo B      | Hiszpania | Segunda División B  | 23    | 0      |
| 2008/09 | Celta Vigo B      | Hiszpania | Segunda División B  | 25    | 0      |
| 2009/10 | Celta Vigo        | Hiszpania | Segunda División    | 16    | 1      |
| 2009/10 | Celta Vigo B      | Hiszpania | Segunda División B  | 16    | 0      |
| 2010/11 | Celta Vigo        | Hiszpania | Segunda División    | 7     | 1      |
| 2011/12 | Celta Vigo        | Hiszpania | Segunda División    | 29    | 1      |
| 2012/13 | Celta Vigo        | Hiszpania | Primera División    | 30    | 0      |
| 2013/14 | Beitar Jerozolima | Izrael    | Ligat ha’Al         | 23    | 0      |
| 2014    | Buriram United    | Tajlandia | Thai Premier League | 17    | 2      |
| 2015    | Buriram United    | Tajlandia | Thai Premier League | 26    | 9      |
| 2016    | Buriram United    | Tajlandia | Thai Premier League | 27    | 9      |
| 2016/17 | Elche CF          | Hiszpania | Segunda División    | 17    | 0      |
| 2017    | Buriram United    | Tajlandia | Thai Premier League | 17    | 1      |
| 2018    | Buriram United    | Tajlandia | Thai Premier League |       |        |

## Kariera reprezentacyjna
W reprezentacji Wenezueli Túñez zadebiutował 2 września 2011 w przegranym 0:1 towarzyskim meczu z Argentyną, rozegranym w Kalkucie. W 90. minucie tego meczu zmienił Fernando Amorebietę.